# Dicranum fragillimum
Dicranum fragillimum är en bladmossart som beskrevs av Warnstorf 1915. Dicranum fragillimum ingår i släktet kvastmossor, och familjen Dicranaceae. Inga underarter finns listade i Catalogue of Life.